# Tschechische Eishockeynationalmannschaft der Frauen
Die tschechische Eishockeynationalmannschaft der Frauen ist die nationale Eishockeyauswahlmannschaft Tschechiens. Sie liegt in der IIHF-Weltrangliste von 2022 auf dem siebenten Platz und spielt seit 2016 wieder in der Weltmeisterschaft der Top-Division.
Die Eishockeynationalmannschaften Tschechiens sind dem Český svaz ledního hokeje unterstellt und entstanden aus den Mannschaften der Tschechoslowakei, deren Startplätze sie nach der Teilung in Tschechien und Slowakei 1993 übernehmen durften.
2015 gewannen die tschechischen Frauen das Turnier der Division I und stiegen wieder in die Top-Division auf. Im November 2021 qualifizierten sich die Tschechinnen erstmals für ein olympisches Eishockeyturnier. Bei der Weltmeisterschaft 2022 gewann das tschechische Team mit dem dritten Platz erstmals eine WM-Medaille.

## Nationaltrainer
- 1999–2000: Milan Koks
- 2001–2008: Jan Fidrmuc; Co-Trainer: Karel Manhart
- 2009–2013: Karel Manhart; Co-Trainer: Stanislav Planka
- 2013–2017: Jiří Vozák
- 2017–2020: Petr Novák
- 2020–2022: Tomáš Pacina
- seit 2022:  Carla MacLeod; Co-Trainer: Jakub Peslar, Dušan Andrašovský

## General Manager
- 2007 Daniela Kornalíková
- 2011 Karel Jankovič

## Platzierungen

### Olympische Winterspiele
- 1998 – nicht qualifiziert
- 2002 – nicht qualifiziert
- 2006 – nicht qualifiziert
- 2010 – nicht qualifiziert
- 2014 – nicht qualifiziert
- 2018 – nicht qualifiziert
- 2022 – Platz 7

### Weltmeisterschaften
- 1998 – Platz 5 (Qualifikation zur A-WM 1999, Pool A)
- 1999 – Platz 4 (B-WM)
- 2000 – Platz 7 (B-WM)
- 2001 – Platz 3 (Division I)
- 2003 – Platz 3 (Division I)
- 2004 – Platz 2 (Division I)
- 2005 – Platz 3 (Division I)
- 2007 – Platz 5 (Division I)
- 2008 – Platz 3 (Division I)
- 2009 – Platz 5 (Division I)
- 2011 – Platz 1 (Division II)
- 2012 – Platz 1 (Division I)
- 2013 – Platz 8
- 2014 – Platz 1 (Division I)
- 2015 – Platz 1 (Division I)
- 2016 – Platz 6
- 2017 – Platz 8
- 2019 – Platz 6
- 2021 – Platz 7
- 2022 – Bronzemedaille
- 2023 – Bronzemedaille
- 2024 – Platz 4
- 2025 – Platz 4

### Europameisterschaften
- 1993 – Platz 2 (B-EM)
- 1995 – Platz 3 (B-EM)
- 1996 – Platz 3 (B-EM)